# Elecciones parlamentarias de Turkmenistán de 1999

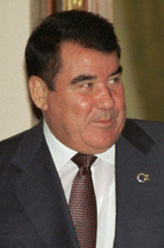
Líder Supremo de Turkmenistán

Las elecciones parlamentarias de Turkmenistán fueron realizadas el 12 de diciembre de 1999. Todos los 104 candidatos para los 50 escaños parlamentarios eran militantes del Partido Democrático de Turkmenistán, siendo el único partido político legal del país. La participación electoral fue de un 99.6%. Tras las elecciones, la Asamblea declaró a Saparmurat Niyazov, que en entonces era Presidente de Turkmenistán desde 1991, presidente vitalicio.

## Resultados
| Partido                             | Votos     | %   | Escaños |
| ----------------------------------- | --------- | --- | ------- |
| Partido Democrático de Turkmenistán | 100       | 50  |         |
| Votos en blanco/nulos               | –         | –   |         |
| Total                               | 2.224.537 | 100 | 50      |
| Fuente: Nohlen et al.               |           |     |         |